# Hester Street
Pour plus de détails, voir Fiche technique et Distribution.
Hester Street est un film américain réalisé par Joan Micklin Silver, sorti en 1975.

## Synopsis
En 1896, Yankel Bogovnik, un Juif russe, émigré aux États-Unis trois ans plus tôt, s'est installé sur Hester Street dans le quartier du Lower East Side de New York. Assimilé à la vie américaine, il a appris l'anglais, a anglicisé son prénom (il se fait appeler Jake) et a même rasé sa barbe. Il travaille comme couturier à 12 dollars la semaine. Ce salaire, il l'économise pour faire venir sa femme et son fils en Amérique. Or, entre-temps, il se prend d'une passion amoureuse pour une danseuse nommée Mamie Fein. 
Bogovnik est néanmoins heureux quand il apprend que sa femme et son fils ont trouvé le moyen de faire le voyage depuis la Russie jusqu'à New York. Son bonheur est toutefois grandement refroidi quand il constate que sa femme Gitl n'est pas du tout américanisée et qu'elle ne ressemble en rien à Mamie. Leur mariage peut-il survivre dans ces conditions ?

## Fiche technique
- Titre : Hester Street
- Réalisation : Joan Micklin Silver
- Scénario : Joan Micklin Silver d'après Yekl d'Abraham Cahan
- Production : Raphael D. Silver
- Musique : Herbert L. Clarke
- Photographie : Kenneth Van Sickle
- Montage : Katherine Wenning
- Pays d'origine :  États-Unis
- Format : noir et blanc — 1,78:1 — Mono
- Genre : drame historique
- Durée : 90 minutes
- Date de sortie : 1975

## Distribution
- Carol Kane : Gitl
- Steven Keats : Jake
- Mel Howard : Bernstein
- Doris Roberts : Mme Kavarsky
- Lin Shaye : prostituée
- Joanna Merlin : propriétaire de Jake
- Robert Lesser : avocat

## Honneurs
- 1976 : Carol Kane nommée pour l'Oscar de la meilleure actrice
- 2011 : Film inscrit au National Film Registry